# Semisulcospira libertina
Semisulcospira libertina е вид охлюв от семейство Thiaridae. Видът не е застрашен от изчезване.

## Разпространение и местообитание
Разпространен е в Китай (Анхуей, Гуандун, Джъдзян, Дзянси, Фудзиен и Хубей), Провинции в КНР, Северна Корея, Тайван и Япония (Минамитори).
Обитава сладководни басейни и реки.